# Federico Roncarolo
Federico Roncarolo (Vercelli, 16 marzo 1914 – Vercelli, 4 agosto 1986) è stato un calciatore italiano, di ruolo difensore.

## Caratteristiche tecniche
Giocò nel ruolo di terzino destro.

## Carriera
Giocò in Serie A con la Pro Vercelli.
Morì nel 1986, a 72 anni.